# 禁書

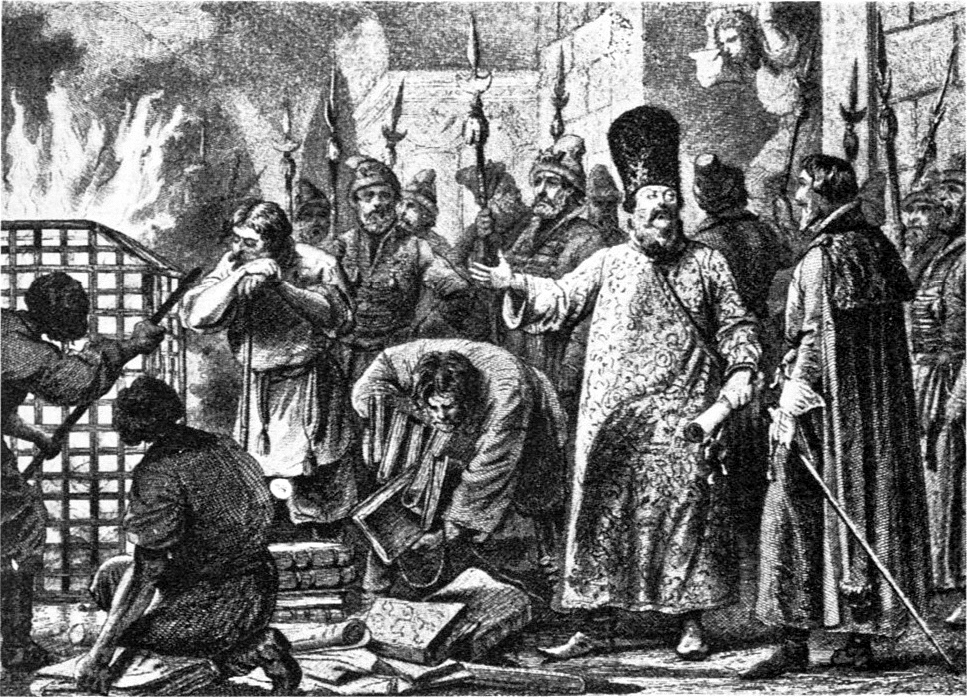
俄羅斯沙皇费奥多尔三世時代的書籍查禁

禁書，泛指政治组织或宗教領袖為了維護自身的制度或單一的信仰，禁止不利己的書籍。他們採取強烈的排他行為，例如焚書或追殺原作者。此外，在書籍的內容觸犯宗教禁忌或文化、道德上的禁忌，或批評時政，亦有可能導致書籍被禁止出版、持有與販賣。甚至随着政治形势的改变，而查禁某些图书。

## 真實案例

### 中国大陆
- 焚書

秦始皇公元前213年試圖統一人民的思想，開始銷毀非官方收藏書籍、諸子百家的著作。
- 唐代禁书

《唐律疏议·卷九》：“诸玄象器物、天文、图谶、兵书、七曜历、《太一》、《雷公式》，私家不得有，违者徒二年。私习天文者亦同。”
- 五代后周禁书

《资治通鉴·后周广顺三年》:“今后所有玄象器物、天文、图谶、七曜历、《太一》、《雷公式》，私家不得有及衷私传习；如有者，并须焚毁。”
- 宋代禁书

宋真宗时期，朝廷重申禁止私习兵书，规定：“除《孙子》、《吴子》、历代史《天文》《律历》《五行志》，并《通典》所引诸家兵法外，余悉为禁书。”
宋哲宗绍圣年间查禁元祐党人的著作：“苏洵、苏轼、苏辙、黄庭坚、张耒、晁补之、秦观、马涓《文集》、范祖禹《唐鉴》、范镇《东斋纪事》、刘攽《诗话》、僧文莹《湘山野录》等印版，悉行焚毁。”
宋高宗绍兴十四年，在秦桧的一再要求下，禁止野史之令开始颁布。
- 元代禁书

元廷先后六次下令查禁天文、谶纬、阴阳之书。
- 明代禁书

永乐二年，江西饒州府民朱季友向皇帝進獻書籍，明成祖以內容專詆周、程、張、朱之學，「詞理謬妄，謗毀聖賢」，下令杖之一百，焚毀所有藏書，亦不得教學。
明代小说《金瓶梅》因有大量的色情描写，在历代均遭封禁。中华人民共和国至今只公开出版过洁本。
正统七年，明英宗从国子祭酒李时勉之议，下令查禁国子助教瞿佑整理、编订的内含大量违背封建礼教故事的民间小说集《剪灯新话》。
隆庆五年，明穆宗从五科給事中李貴和之议，以「臧否時賢，熒惑眾聽」為由下令查禁陳建所编著的私修編年體明代史書《皇明通纪》。
萬曆三十年，(1602年)閏二月乙卯，東林黨人、禮部給事中張問達上疏彈劾反儒思想家李贄。李贄著作《焚書》遭到皇帝下詔禁毀：「其書籍已刊未刊者，令所在官司盡搜燒毀，不許存留。」
崇祯十五年四月，刑科左给事中左懋第向皇帝上书，请求朝廷颁令查禁《水浒传》。崇祯帝从之，下旨“着地方官设法清察本内，严禁《(水)浒传》”。
- 清代禁书

据统计，清代禁书无论是在数量上还是次数上都远胜于明代，也远超于中国古代以往的任何朝代。其中，违碍书籍的数量是明代的约29.2倍，科举时文是明代的约27.2倍，剧本小说是明代的10.2倍，妖书是明代的约8倍，禁书总数为明代的约12.6倍。明代的统治时间为278年，清朝自天聪年间开始禁书，到道光年间，共224年，比明代还要少50多年，而其禁书的数量却比明代多了不止十倍。虽然这只是一个概数，但却能很直观地反映出明清两朝在禁书数量上的巨大差距。
康熙时期，清廷曾下令查禁莊廷鑨的《明史》、戴名世的《南山集》、方孝标的《滇黔纪闻》等书。
雍正时期，清廷曾下令查禁汪景祺的《西征随笔》、谢济世的《大学注》等书。英廉著有《清代禁毁書目四種》。
乾隆时期，清廷曾下令查禁徐述夔的《一柱楼诗集》、戴昆的《约亭遗诗》、王锡侯的《字贯》等书，焚毁谢济世的全部著作，并借编纂《四库全书》之机禁毁具有反清內容的书籍。
同治时期，丁日昌在江苏巡抚任上下令查缴“淫词唱本”及「淫盗诸戏」，并开列了《水浒传》、《红楼梦》、《西厢记》、《牡丹亭》、《笑林广记》等上百种禁毁书目以及《捉垃圾》、《思春》、《倭袍》、《荡河船》、《嫖院》、《梳妆掷戟》、《修脚》、《捉奸》等戏目。当时的上海英文《北华捷报》对丁日昌查禁淫书的举措予以嘲讽。
- 中华民国

- 中华人民共和国

参见：中华人民共和国被禁出版物列表 及 中华人民共和国出版物审查制度
中国共产党建立中华人民共和国后，政治形势多变。即使是以中共角度所编撰的书籍，仍有可能被禁，如小说《保卫延安》。
毛澤東在1966年興起了文化大革命運動。以破四舊為名，在中國境內，摧毀大量古籍。
改革开放后由于中共镇压八九民运并取缔法轮功，审查及控制各种出版物，使诸多与中共观点不相符的书籍均被禁止。

### 台灣
- 中华民国

中國國民黨為了防止中共滲透台灣地區，消除左派、獨派、自由派等異議者的聲音，以「禁書」名義箝制言論自由，被称作白色恐怖。新聞局或警總可在未經正常司法審判的情況下，可以禁書名義查扣書籍，並逮捕出版或販賣「禁書」者。在1991年6月29日廢止的《違警罰法》第66條第5款明訂「販賣或陳列查禁之書報者」 處三日以下拘留或二十圓以下罰鍰或罰役。

### 香港
2020年香港國安法實施之後，當局就以此為由將不少民主派作家的著作從公共圖書館下架，而被視為香港禁書，例如：黎智英、陳淑莊等，內容由政治評論到旅遊日記都不放過，更有圖書館職員因而被停職。
至2023年，圖書館已經將不少有關六四事件或者反對中共政權的書籍下架，已故中國總理趙紫陽、支聯會、王丹、程翔、劉曉波、中大學生報、「天安門母親」丁子霖的書都無一倖免。 

#### 例子
- 《人民不會忘記：八九民運實錄 》
- 明報出版社《六四餘震》
- 馬嶽 《香港80年代民主運動口述歷史》
- 吳靄儀 《金庸小說看人生》

### 日本
1955年，日本以保護青少年與兒童為理由，發起針對漫畫為主的「惡書追放運動」。漫畫在校園內被焚毀的情況激增。「青少年保護育成條例」提倡、實質的出版前的審查制度要求。各出版社則聯名反對。1963年，日本的出版社，共同組成「出版倫理協議会」、自主規制行事。
1991年，日本政府在对被视为带有“猥亵”成分的特定“有害”漫画作品进行禁止其传播、销售、阅读的一场运动，以及之后各界不同阶层对其产生的一系列的支持、争议和反制，是為「有害漫畫騷動」（日语：／）。

### 欧洲
- 納粹德國

納粹德國在第二次世界大战前，進行社會和文化的「純淨」，排除異端文化。
- 撒旦诗篇

1988年，小說《撒旦詩篇》中的内容被认为是隐射讽刺伊斯兰教领袖穆罕默德，遭伊朗精神领袖赛义德·鲁霍拉·霍梅尼下达追杀令，由此产生了大量针对此书及其相关人士的抗议、示威与刺杀，许多国家和书店也出于对此的恐惧而采取了一些措施。作者鲁西迪虽受到英美等国政府保护，但还是在2022年的一次刺杀中受重伤。1989年，巴勒斯坦针对此书的一场抗议活动导致六人身亡。日文版译者五十岚一在1991年遇刺身亡，意大利文版译者则在同年遇刺受重伤。1993年针对土耳其文版译者阿吉兹·涅辛的一次刺杀导致37名无辜者遇难。
- 羅馬教廷的《禁書目錄》

在1559年至1966年，列舉被羅馬教廷認為具「危險性」，內容有害於天主教徒的信仰和道德的著作。凡在《禁書目錄》內被點名的書籍或著作，都嚴禁印刷、進口和出售。超過四千多書籍因異端邪說、不道徳、政治錯誤等原因被禁，遭全禁的作者則數十人。印刷商也因而被宗教裁判所所迫害，或判處火刑。

## 在虛構作品
- 圖書館戰爭

在架空世界的日本，為了公序良俗等理由，政府制定了侵犯人權的「媒體良化法」（媒體優質化法），並成立了「媒體良化委員會」（媒體優質化委員會）與「良化特務機關」（優質化特務機關）來進行媒體檢閱工作。與這個強權機關對抗的唯一組織，即為「圖書館」。一群熱愛圖書館自由的人們，武裝自己與良化機關進行戰爭，守護圖書館的自由。